# HD 165185
HD 165185 — обозначение звезды в каталоге Генри Дрейпера. Также звезда имеет обозначение «29G Стрельца», которую ей присвоил Гулд, по аналогии с обозначениями Флемстида, когда составлял свою т. н. «Аргентинскую уранометрию», и которая не имеет отношения к 29 Стрельца. Звезда находится в южном зодиакальном созвездии Стрельца. Она имеет видимую визуальную величину 5,94m, что указывает на то, что эта звезда шестой величины, которая слабо видна невооружённым глазом (согласно шкале Бортля, её можно увидеть только в идеально-тёмном «Пригородном небе»). Из измерений параллакса, полученных во время миссии Hipparcos, известно, что звезда удалена на приблизительное расстояние в 57,3 св.г.
HD 165185 является аналогом Солнца, ещё не вышедшим на главную последовательность, имеющую спектральный класс G1 V. Она быстро вращается: её скорость вращения — 7,53 км/с, а период вращения — 5,9 дня. Измерения магнитной активности в хромосфере показывают изменения во времени, очень похожие на цикл солнечной активности. Эта активность показала отчётливый пик в 2009 году.
Модели эволюции звезды дают ей оценочную массу, в 1,13 раза больше массы Солнца, и радиус в 94 % от радиуса Солнца. Болометрическая светимость звезды на 15 % выше, чем у Солнца, в то время как обилие элементов, отличных от водорода и гелия, то есть то, что астрономы называют металличностью, почти такое же, как на Солнце. Атмосфера звезды имеет эффективную температуру 5 940 К, что придаёт ей жёлтый оттенок звезды класса G.
HD 165185 завершила прохождение перицентра около 851 000 лет назад, когда она находилась в пределах 29 св.лет (8,9 пк) от Солнца, и теперь она удаляется с радиальной скоростью 15,4 км/с. Основываясь на движении звезды в пространстве, её возрасте и свойствах, она является вероятным членом движущейся группы звёзд Большой Медведицы; то есть движущейся группы звёзд, которая сформировалась в одной области пространства.
У звезды есть предполагаемый спутник на угловом расстоянии 12″, что соответствует предполагаемому расстоянию между звёздами 220 а.е. Это звезда — красный карлик спектрального типа M0 со светимостью в
инфракрасном K-диапазоне 8,11m.